# Panamerikameisterschaft 2020 (Badminton)
Die Panamerikameisterschaft 2020 im Badminton fand als Teamwettbewerb getrennt für Damen- und Herrenteams vom 13. bis zum 16. Februar 2020 in Salvador in Brasilien statt.

## Medaillengewinner
| Disziplin  | Gold | Silber | Bronze |
| ---------- | --- | --- | --- |
| Herrenteam | Kanada Phillipe Charron Jason Ho-Shue Joshua Hurlburt-Yu Antonio Li Maxime Tétreault Nyl Yakura Brian Yang                     | Mexiko Andrés López Arturo Joel Angeles Garcia Job Castillo Sebastian de la Torre Sebastian Martinez Cardoso Luis Montoya Lino Muñoz   | Vereinigte Staaten Phillip Chew Ryan Chew Vinson Chiu Kyle Emerick Timothy Lam Sattawat Pongnairat Howard Shu Ryan Zheng                                                     |
| Damenteam  | Kanada Jacqueline Cheung Catherine Choi Rachel Honderich Michelle Li Kyleigh O’Donoghue Brittney Tam Kristen Tsai Wen Yu Zhang | Vereinigte Staaten Kuei Ya Chen Natalie Chi Francesca Corbett Chinue De La Merced Allison Lee Sanchita Pandey Esther Shi Katherine Tor | Brasilien Jeisiane Alves Mariana Pedrol Freitas Bianca de Oliveira Lima Jaqueline Lima Sâmia Lima Sânia Lima Jackeline Luz Tamires Santos Fabiana Silva Juliana Viana Vieira |

## Resultate

### Herrenteam

#### Gruppe A
| Platz | Team      | Pld | W | L | MF | MA | MD | GF | GA | GD | PF  | PA  | PD  | Pts |   |
| ----- | --------- | --- | - | - | -- | -- | -- | -- | -- | -- | --- | --- | --- | --- | - |
| 1     | Kanada    | 2   | 2 | 0 | 7  | 3  | +4 | 15 | 7  | +8 | 437 | 375 | +62 | 2   | Q |
| 2     | Mexiko    | 2   | 1 | 1 | 5  | 5  | 0  | 9  | 11 | −2 | 342 | 363 | −21 | 1   | Q |
| 3     | Brasilien | 2   | 0 | 2 | 3  | 7  | −4 | 8  | 14 | −6 | 368 | 409 | −41 | 0   |   |

- Kanada vs. Brasilien

- Mexiko vs. Brasilien

- Kanada vs. Mexiko

#### Gruppe B
| Platz | Team               | Pld | W | L | MF | MA | MD | GF | GA | GD  | PF  | PA  | PD   | Pts |   |
| ----- | ------------------ | --- | - | - | -- | -- | -- | -- | -- | --- | --- | --- | ---- | --- | - |
| 1     | Vereinigte Staaten | 2   | 2 | 0 | 8  | 2  | +6 | 17 | 5  | +12 | 442 | 365 | +77  | 2   | Q |
| 2     | Guatemala          | 2   | 1 | 1 | 5  | 5  | 0  | 13 | 12 | +1  | 455 | 449 | +6   | 1   | Q |
| 3     | Peru               | 2   | 0 | 2 | 2  | 8  | −6 | 5  | 18 | −13 | 373 | 476 | −103 | 0   |   |

- USA vs. Peru

- Guatemala vs. Peru

- USA vs. Guatemala

#### Endrunde

##### Spiel um Platz 5
- Brasilien vs. Peru

##### Platz 1 bis 4
|  | Halbfinale          | Halbfinale  |                    |   | Finale      | Finale      |
|  |                     |             |                    |   |             |             |
|  | Kanada              | 3           |                    |   |             |             |
|  | Guatemala           | 1           |                    |   |             |             |
|  | 15. Februar         |             |                    |   |             |             |
|  |                     |             | 16. Februar        |   |             |             |
|  | Kanada              | 3           |                    |   |             |             |
|  |                     | Mexiko      | 1                  |   |             |             |
|  |                     |             |                    |   |             |             |
|  | Spiel um Platz drei |             |                    |   |             |             |
|  | 15. Februar         | 15. Februar | Guatemala          | 0 |             |             |
|  | Mexiko              | 3           | Vereinigte Staaten | 3 |             |             |
|  | Vereinigte Staaten  | 1           |                    |   | 15. Februar | 15. Februar |

##### Halbfinale
- Kanada vs. Guatemala

- Mexiko vs. USA

##### Spiel um Platz 3
- Guatemala vs. USA

##### Finale
- Kanada vs. Mexiko

### Damenteam

#### Gruppe A
| Platz | Team      | Pld | W | L | MF | MA | MD | GF | GA | GD  | PF  | PA  | PD   | Pts |   |
| ----- | --------- | --- | - | - | -- | -- | -- | -- | -- | --- | --- | --- | ---- | --- | - |
| 1     | Kanada    | 2   | 2 | 0 | 9  | 1  | +8 | 19 | 2  | +17 | 434 | 299 | +135 | 2   | Q |
| 2     | Mexiko    | 2   | 1 | 1 | 3  | 7  | −4 | 6  | 14 | −8  | 328 | 391 | −63  | 1   | Q |
| 3     | Guatemala | 2   | 0 | 2 | 3  | 7  | −4 | 6  | 15 | −9  | 341 | 413 | −72  | 0   |   |

- Kanada vs. Guatemala

- Mexiko vs. Guatemala

- Kanada vs. Mexiko

#### Gruppe B
| Platz | Team               | Pld | W | L | MF | MA | MD  | GF | GA | GD  | PF  | PA  | PD   | Pts |   |
| ----- | ------------------ | --- | - | - | -- | -- | --- | -- | -- | --- | --- | --- | ---- | --- | - |
| 1     | Vereinigte Staaten | 3   | 2 | 1 | 11 | 4  | +7  | 25 | 11 | +14 | 711 | 513 | +198 | 2   | Q |
| 2     | Brasilien          | 3   | 2 | 1 | 10 | 5  | +5  | 23 | 12 | +11 | 650 | 514 | +136 | 2   | Q |
| 3     | Peru               | 3   | 2 | 1 | 9  | 6  | +3  | 20 | 15 | +5  | 671 | 538 | +133 | 2   |   |
| 4     | Falklandinseln     | 3   | 0 | 3 | 0  | 15 | −15 | 0  | 30 | −30 | 163 | 630 | −467 | 0   |   |

- USA vs. Falklandinseln

- Peru vs. Brasilien

- USA vs. Brasilien

- Peru vs. Falklandinseln

- USA vs. Peru

- Brasilien vs. Falklandinseln

#### Endrunde

##### Platz 5 bis 7
|  | Platz 5 bis 7  | Platz 5 bis 7 |      |           | Platz 5     | Platz 5     |
|  |                |               |      |           |             |             |
|  |                |               |      |           |             |             |
|  | Peru           |               |      |           |             |             |
|  | bye            |               |      |           | 15. Februar | 15. Februar |
|  |                |               | Peru | 3         |             |             |
|  | 14. Februar    | 14. Februar   |      | Guatemala | 0           |             |
|  | Falklandinseln | 0             |      |           |             |             |
|  | Guatemala      | 3             |      |           |             |             |
|  |                |               |      |           |             |             |

##### Spiel um Platz 5 bis 7
- Falklandinseln vs. Guatemala

##### Spiel um Platz 5
- Peru vs. Guatemala

##### Platz 1 bis 4
|  | Halbfinale          | Halbfinale         |             |   | Finale      | Finale      |
|  |                     |                    |             |   |             |             |
|  | Kanada              | 3                  |             |   |             |             |
|  | Brasilien           | 0                  |             |   |             |             |
|  | 15. Februar         |                    |             |   |             |             |
|  |                     |                    | 16. Februar |   |             |             |
|  | Kanada              | 3                  |             |   |             |             |
|  |                     | Vereinigte Staaten | 0           |   |             |             |
|  |                     |                    |             |   |             |             |
|  | Spiel um Platz drei |                    |             |   |             |             |
|  | 15. Februar         | 15. Februar        | Brasilien   | 3 |             |             |
|  | Mexiko              | 0                  | Mexiko      | 2 |             |             |
|  | Vereinigte Staaten  | 3                  |             |   | 15. Februar | 15. Februar |

##### Halbfinale
- Kanada vs. Brasilien

- Mexiko vs. USA

##### Spiel um Platz 3
- Brasilien vs. Mexiko

##### Finale
- Kanada vs. USA